# Asia Euro United
Asia Euro United  ist eine kambodschanische Fußballmannschaft aus Kandal, die in der höchsten Liga des Landes, der Cambodian League, spielt. Der Verein gehört zur Asia Euro University.

## Stadion
Der Verein trägt seine Heimspiele im AEU Sport Park in Kandal aus. Das Stadion hat ein Fassungsvermögen von 1000 Zuschauern. 
Koordinaten: 11° 35′ 27,9″ N, 104° 58′ 46,5″ O

## Spieler
| Nr. |                | Position | Name                  |
| --- | -------------- | -------- | --------------------- |
| 1   | Kambodscha     | TW       | Mean Kimhong          |
| 2   | Japan          | AB       | Tomohiro Masaki       |
| 3   | Kambodscha     | AB       | Long Boran            |
| 4   | Kambodscha     | AB       | Pen Saren             |
| 5   | Kambodscha     | AB       | Keo Sarath            |
| 7   | Kambodscha     | ST       | Mat Hosan             |
| 8   | Kambodscha     | MF       | Oum Udom              |
| 10  | Elfenbeinküste | ST       | Abdel Kader Coulibali |
| 11  | Kambodscha     | MF       | Morn Kakada           |
| 15  | Kambodscha     | AB       | Lay Raksmey           |
| 16  | Kambodscha     | AB       | Yorm Vanna            |
| 17  | Kambodscha     | MF       | San Chamrong          |
| 20  | Kambodscha     | TW       | Pich Rovinyothin      |
| 21  | Kambodscha     | AB       | Chhim Sambo           |

| Nr. |            | Position | Name                              |
| --- | ---------- | -------- | --------------------------------- |
| 26  | Kambodscha | AB       | Ros Ai                            |
| 27  | Kambodscha | ST       | Yoeurn Sreymongkol                |
| 31  | Kambodscha | TW       | Kha Theara                        |
| 33  | Australien | MF       | Joshua Jokic (Mannschaftskapitän) |
| 44  | Japan      | ST       | Tsubasa Mitani                    |
| 66  | Kambodscha | MF       | Phok Seyha                        |
| 68  | Kambodscha | AB       | Ouk Sokban                        |
| 70  | Kambodscha | MF       | Pring Chettra                     |
| 77  | Nigeria    | ST       | Ajayi Opeyemi Korede              |
| 88  | Kambodscha | AB       | Vy Chandara                       |
| 89  | Kambodscha | MF       | Lak Sopheaktra                    |
| 90  | Kambodscha | ST       | Run Rany                          |
|     | Kambodscha | ST       | Sok Chanraksmey                   |

## Beste Torschützen seit 2015
| Saison | Name                                                 | Tore |
| ------ | ---------------------------------------------------- | ---- |
| 2015   | George Kelechi                                       | 23   |
| 2016   | Obi Ugochukwu Soeung Sopanha Chim Sambo Baldwin Ngwa | 2    |
| 2017   | George Bisan                                         | 3    |
| 2018   | Befolo Mbarga                                        | 27   |
| 2019   | N/A                                                  |      |
| 2020   | Abbee Ndjoo                                          | 12   |